# Заводской совет
Заводско́й сове́т, произво́дственный сове́т, сове́т трудово́го коллекти́ва — организация работников на предприятии для совместного отстаивания своих прав, форма демократии на предприятии.
Производственный совет отличается от профсоюза в первую очередь тем, что не имеет права инициировать забастовку.
Наиболее традиционными производственные советы являются для Германии. Право на участие работников в управлении предприятием было завоевано в результате долгой борьбы во времена Веймарской республики и отменено после прихода к власти нацистов. С 1951 года правом направлять своих представителей в наблюдательные советы компаний вновь получили шахтёры и сталевары. В 1976 году право на участие в управлении предприятием было распространено на иные отрасли.
В Германии производственные советы есть на 10 % предприятий, на которых при этом трудятся 50 % всех наёмных работников в стране. Избирается такой совет на четыре года. Рабочие и служащие компании участвуют в выборах раздельно и должны быть представлены в совете пропорционально их количеству. В обязанности производственного совета входит составление графиков рабочего времени, контроль над исполнением тарифных соглашений, заключённых между отраслевыми (территориальными) профсоюзами и работодателями. Производственный совет имеет широкие права на получение информации от работодателя обо всем, связанном с предприятием. На предприятиях, где работает 200 или более человек, один член производственного совета имеет право стать освобожденным работником. Члены производственного совета имеют право входить в наблюдательный совет компании, если количество работников в компании составляет более 500 человек.
В Западной Европе принято выделять две основных модели представительства работников с помощью производственных советов: германскую и французскую. Германские производственные советы состоят исключительно из представителей работников. Во Франции «комитеты предприятия» представляют собой совместные органы работников и работодателей. Около трех четвертей соглашений об организации производственных советов в Европе реализуются в соответствии
с французской моделью совместного представительства.
Совет Европейского союза 22 сентября 1994 г. издал директиву No 94/45/ЕС об образовании европейского производственного совета, которая распространяется на государственные и частные предприятия с числом работников 1000 и более, находящихся в пределах стран-участниц директивы, если не менее чем по 150 работников находятся в различных государствах. Директивой предусматривается возможность заключения добровольных соглашений между работниками и работодателями относительно функционирования производственных советов. В директиве предусмотрены лишь права работников в области информации о деятельности руководства организации, обязанности работодателя согласовывать какие-либо действия с представителями работников не предусмотрены.
В СССР принятый в период перестройки Закон СССР от 30.06.1987 № 7284-XI «О государственном предприятии (объединении)» предусматривал, что между собраниями (конференциями) полномочия трудового коллектива предприятия выполняет совет трудового коллектива (СТК). В конце 1980-х годов в СССР насчитывалось около 400 тыс. таких советов, в которые было избрано почти 5 млн человек.
Трудовой кодекс РФ предусматривает создание по инициативе работников для защиты своих интересов представительного органа (ст. 31 ТК), если на предприятии отсутствует первичная профсоюзная организация, а также, если таковая не объединяет в себе 50 % трудового коллектива для ведения коллективных переговоров.